# Prrenjas
Prrenjas (também grafado Përrenjas, em albanês) é uma comuna (em albanês:  komuna) da Albânia localizada no distrito de Librazhd, prefeitura de Elbasan.